# イヌエンジュ
イヌエンジュ（犬槐、学名: Maackia amurensis）はマメ科イヌエンジュ属の落葉高木。山地に生える。シノニムはM. buergeri、M. floribunda。

## 名称
和名は中国で珍重されていたエンジュに似ているが、格下だと表すイヌをつけたもの。中国植物名は「朝鮮槐」で、やはりエンジュに似た別物と認識されていた。ただし「エンジュ」の語源･古称とされるエニスは在来種であるイヌエンジュを指していたと考えられる。
学名の amurensis は本種が見出され場所であるアムール川流域にちなむ。
別名では、カライヌエンジュ、トウイヌエンジュ、ハネミノイヌエンジュ、ハネミイヌエンジュ、ケハネミイヌエンジュなどがある。

## 特徴
分布はアムール川流域、ロシアから中国北東部、朝鮮半島。日本では北海道、本州（中部地方以北）に分布し、山地や川原などに自生する。
落葉広葉樹。樹形はまっすぐ垂直には伸びず、幹全体がゆらりと曲がったような形になる。樹皮は皮目が菱形に裂け、次第に長く裂けてくる。若木の樹皮は緑色を帯びた褐色で、成木になるにつれて皮目の部分から縦に浅く裂けてくる。一年枝は暗灰褐色で、毛があるが無毛のこともある。
芽吹きのころの葉は銀白色で、よく目立つ。葉は長さ20 - 30センチメートルの奇数羽状複葉で、左右対称につく小葉は3 - 6対ある。小葉は長さ4 - 7センチメートルの卵形で全縁。裏面は褐色の軟毛が密に生えている。
花期は7 - 8月ごろ。黄白色で総状花序の花を咲かせる。公園などに植栽されることも多い。伐った生木には独特の臭気がある。
冬芽は丸みのある三角形で栗褐色をしており、有毛で3 - 5枚の芽鱗に包まれており、外側の芽鱗1枚が小さいのが特徴である。枝先に仮頂芽をつけ、側芽は枝に互生する。葉痕は半円形や三日月形で、維管束痕は3個つく。
エンジュとの大きな違いは成木の樹皮で、エンジュは縦に細かく裂けるが、イヌエンジュは菱形やそれがいくつか連なった波型に粗く裂開する。

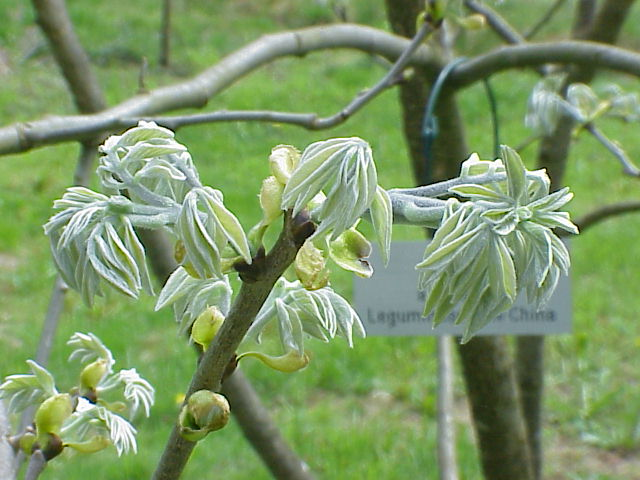
芽吹き
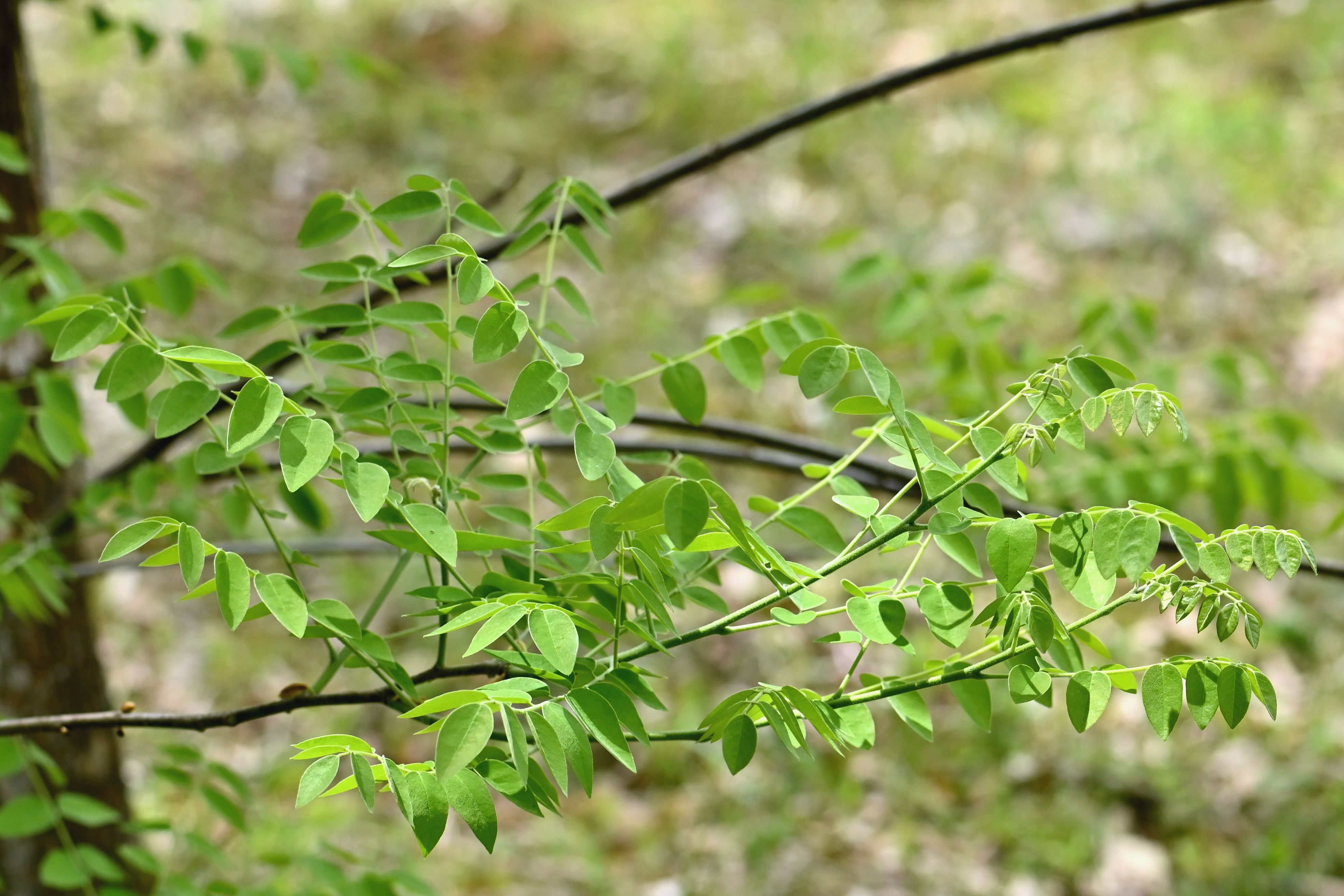
新緑のころの枝と葉

## 利用
植栽樹として庭木などに用いられる。日当たりを好む性質から、南から西向きの庭に適している。植栽適期は、12 - 3月中旬とされる。
アイヌはこの木を「チクペニ」と呼び、墓標に用いた。「エンジュ」の名で流通している材木は実際にはイヌエンジュである。赤みの濃い芯材と淡色の縁材の取り合わせが特徴で、美観、強度、耐久性があるが流通量が限られ、床柱など装飾材に珍重される他、フローリング、家具、その他工芸品や細工物などに用いられる。